# マリオズセメントファクトリー
- マリオズ・セメントファクトリー

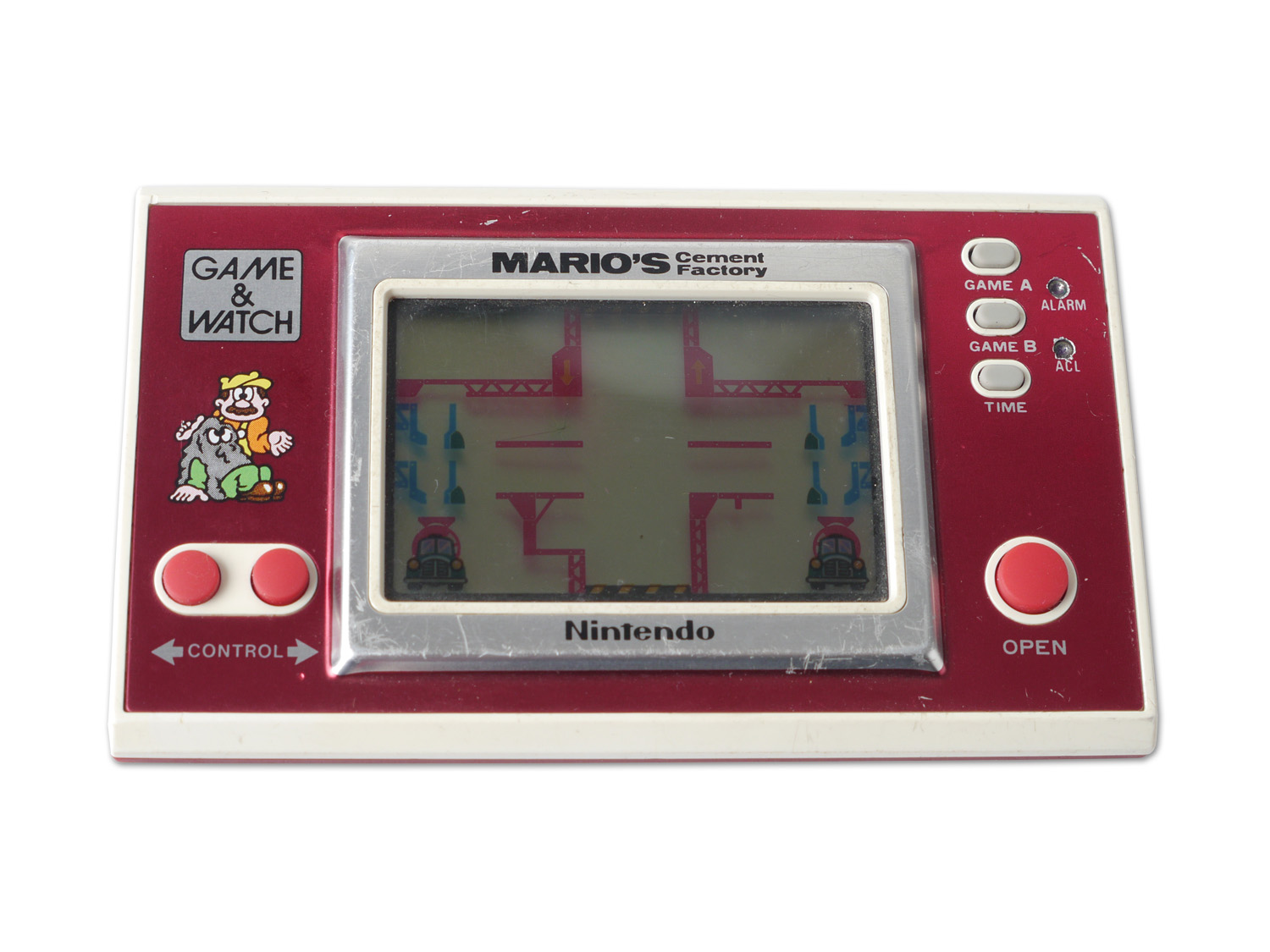

マリオズセメントファクトリーは1983年4月28日に発売された、ゲーム&ウオッチタイトル。

## 説明
内容は、上からセメントが流れてくるのでホッパーの中に入れる、と言う内容です。 また、ホッパーは左右に2つ有り１つのホッパーには、セメントを３段しか入れられません。
また、上下の移動は、全てエレベーターで、行います、天井に挟まれたり、足を踏み外さないでください！
そして、このゲームは、生産台数が少なかったため、幻のゲームウォッチとも言われています。
また、このゲームは、ゲーム&ウォッチ限定タイトルではなくゲームボーイギャラリー4 などでリメイクされています

## バージョンのラインナップ
カラースクリーン テーブルトップ - 1983年4月28日
最初に発売されたバージョンです。ミニチュアのアーケード筐体のような形状の本体で、本体上部から集めた光を鏡で映してバックライト付きカラー画面で遊べます。
ニューワイド - 1983年6月16日
手持ちの薄い機種。カラーではなくなりましたがゲーム性は同じです。
GameBoy Gallery - 1994年4月27日（日本未発売）
マリオキャラクターが一切登場しない、国内での展開より先に行われたゲーム&ウオッチ復刻作品。タイトルは「Cement Factory」と改題され、プレイヤーもマリオではない別人になっている。
ゲームボーイギャラリー4 - 2002年10月25日（欧州発売が初出）、2016年3月16日（国内版初販売）
遊べるゲームとして復刻。「いまモード」ではセメントではなくクッキー焼き機になっており、流された生地をレバーで下に送っていく。ときたまテレサが機械に入り込んで内容量を圧迫する邪魔をする。テレサを放出しても得点にはならない。
焼いたクッキー右側の機械の下ではキノピオが梱包し、左側の機械の下では待ち構えていたヨッシーがクッキーを食べる。（食べちゃダメー！）また焼くクッキーの種類は『ヨッシーのクッキー』の物です。

## ギミック
レバー
セメントを下のレバーに落とします
エレベーター
マリオが上下の移動に使うエレベータです